# Queen and Country (film)
Pour les articles homonymes, voir Queen and Country.
Série
Hope and Glory
(1987)
Pour plus de détails, voir Fiche technique et Distribution.
Queen and Country est un film britannique coproduit, écrit et réalisé par John Boorman, sorti en 2014.
L'histoire s'inspire largement de la jeunesse du réalisateur et constitue la suite directe au film Hope and Glory sorti en 1987. Le film est présenté à la Quinzaine des réalisateurs du festival de Cannes 2014.

## Synopsis
En Angleterre, en 1952. Neuf ans après les évènements vécus pendant la guerre, Bill Rohan est maintenant âgé de 18 ans. Il est alors appelé à effectuer son service militaire dans l'armée de Sa Majesté. Pour beaucoup d'appelés, la crainte est de partir sur le front de la guerre en Corée. Bill Rohan se lie d'amitié avec Percy, jeune soldat franc-tireur, mais tous deux se heurtent à la rigidité de leur hiérarchie militaire, en la personne du sergent-major Bradley. Parallèlement, tous deux vivent leurs premières amours : Bill tombe amoureux d'Ophelia, jeune aristocrate dépressive, tandis que Percy s'éprend de Dawn, la sœur délurée de Bill...

## Fiche technique
Sauf indication contraire, les informations mentionnées dans cette section peuvent être confirmées par la base de données cinématographiques IMDb,  présente dans la section « Liens externes ».
- Titre original et français : Queen and Country
- Réalisation et scénario : John Boorman
- Direction artistique : Anthony Pratt
- Décors : Serban Porupca
- Costumes : Maeve Paterson
- Photographie : Seamus Deasy
- Montage : Ron Davis
- Musique : Stephen McKeon
- Production : John Boorman et Kieran Corrigan

Coproducteurs : Anne-Laure Labadie, Jean Labadie et Vlad Paunescu
Producteurs associés : Katrine Boorman et Christopher Landry
- Sociétés de production : Merlin Films
- Société de distribution : Le Pacte (France), BBC Worldwide
- Pays d’origine : Royaume-Uni
- Langue originale : anglais
- Format :
- Genre : comédie dramatique, romance et historique
- Durée : 114 minutes
- Dates de sortie[2] :
  -  France : 20 mai 2014 (festival de Cannes - Quinzaine des réalisateurs)
  -  France : 7 janvier 2015
  -  Royaume-Uni : 12 juin 2015

## Distribution
- Callum Turner : Bill Rohan
- Caleb Landry Jones : Percy
- David Thewlis : Bradley
- Tamsin Egerton : Ophelia
- Vanessa Kirby : Dawn Rohan
- Pat Shortt : soldat Redmond
- Richard E. Grant : le commandant Cross
- Sinéad Cusack : Grace Rohan
- David Hayman : Clive Rohan
- Brían F. O'Byrne : le sergent-major Digby
- Aimee-Ffion Edwards : Sophie
- Julian Wadham : le colonel Fielding
- John Standing : le grand-père George
- Gerran Howell : Kitto

## Production
Ce film fait suite à Hope and Glory sorti en 1987. John Boorman s'inspire en partie de sa propre jeunesse : « J'ai été appelé deux ans sous les drapeaux comme tous les autres jeunes garçons de 18 ans en Grande-Bretagne. [...] Tous les événements du film se sont déroulés de manière quasiment identique »,.
Seul David Hayman reprend son rôle du premier film.
Le tournage a lieu principalement à Bucarest en Roumanie (notamment les Castel Film Studios) mais également en Angleterre (à Londres et sur l'île du Pharaon),.

## Accueil
Le film reçoit des critiques plutôt positives. Sur l'agrégateur américain Rotten Tomatoes, il récolte 77% d'opinions favorables pour 91 critiques et une note moyenne de 6,82⁄10. Sur Metacritic, il obtient une note moyenne de 68⁄100 pour 28 critiques.
En France, le film obtient une note moyenne de 3,6⁄5 sur le site AlloCiné, qui recense 21 titres de presse.

## Distinctions

### Récompenses
- California Independent Film Festival 2015 : meilleur film et meilleur réalisateur[9]
- Irish Film and Television Awards 2015 : meilleure musique de film

### Sélections et nominations
- Festival de Cannes 2014 : sélection « Quinzaine des réalisateurs »
- Festival du film britannique de Dinard 2014 : sélection avant-premières
- Lisbon & Estoril Film Festival 2014
- Irish Film and Television Awards 2015 : meilleure actrice dans un second rôle pour Sinéad Cusack